# 比尔切斯
比尔切斯，是西班牙安达卢西亚自治区哈恩省的一个市镇。总面积273平方公里，总人口4880人（2001年），人口密度18人/平方公里。